# Euplexaura pendula
Euplexaura pendula is een zachte koraalsoort uit de familie Plexauridae. De koraalsoort komt uit het geslacht Euplexaura. Euplexaura pendula werd in 1917 voor het eerst wetenschappelijk beschreven door Kükenthal. 